# Бату (гора)
 Бату  — одна из самых высоких гор в регионе Оромия, Эфиопия. Часть национального парка Бале. Высота достигает до 4307 м. Первое восхождение на Бату было совершено финским профессором Хельмер Смедсом, который совершил этот подвиг в 1958 году.